# Adolphe Turlin
Adolphe Turlin, né le 1er février 1844 à Provenchère, (Haute-Saône) et mort le 2 mai 1910 à Dau-nuoc, (actuel Viêt Nam) est un prêtre-missionnaire français au Cambodge (Indochine française).

## Biographie
Il fit ses études classiques au petit séminaire de Luxeuil, sa philosophie au lycée Gérôme de Vesoul, et passa plusieurs années au grand séminaire de Besançon. Il entra minoré au séminaire des Missions étrangères de Paris le 5 octobre 1869. La guerre franco-prussienne de 1870-1871 le força de retourner pendant quelque temps dans son diocèse. Prêtre à Besançon le 23 septembre 1871, il revint au séminaire des Missions Étrangères, et partit le 31 janvier 1872 pour le Cambodge.
Missionnaire à Sadec de 1874 à 1880, il y construisit une modeste église, un presbytère et un orphelinat. Il convertit environ 800 personnes, et avec le secours des religieuses de la Providence de Portieux et de quelques chrétiennes dévouées, baptisa environ 4 000 enfants.
Procureur de la mission et professeur au séminaire de Cu-lao Gieng, il remplit ces fonctions de 1881 à 1890 et de 1893 à 1904. Très éprouvé par la maladie pendant les dernières années de sa vie ; il s'éteignit au séminaire de Cu-lao Gieng, paroisse de Dau-nuoc, le 2 mai 1910.